# Sergi Altimira
Sergi Altimira Clavell (Cardedeu, España, 25 de agosto de 2001) es un futbolista español que juega de centrocampista en el Real Betis Balompié de la Primera División de España.

## Trayectoria
Nacido en Cardedeu, Barcelona, Cataluña, es hijo de Aureli Altimira, exfutbolista y exempleado del F. C. Barcelona, primero como asistente de Pep Guardiola y Tito Vilanova y luego como uno de los responsables de La Masía. Sergi se formó en las categorías inferiores del propio F. C. Barcelona, junto a su primo Adrià Altimira, hasta la temporada 2019-20, cuando se enroló en el juvenil "A" del C. E. Sabadell F. C.
En julio de 2020, después de terminar su formación de juveniles, firmó en calidad de cedido por una temporada con el E. C. Granollers para competir en la Tercera División. A su regreso a Sabadell ascendió al primer equipo y renovó su contrato.
En septiembre de 2022 el F. C. Barcelona intentó recuperarlo, pero sus ofertas fueron inferiores a los 350 000 euros de su cláusula de rescisión.
El 31 de enero de 2023 se especuló que habría firmado por el Getafe C. F. para la temporada 2023-24. Su fichaje por el club getafense se oficializó el 6 de julio de 2023. No llegó a debutar en competición oficial con el club madrileño porque menos de un mes después de su fichaje, el Real Betis abonó su cláusula de rescisión de dos millones de euros y firmó con el equipo hispalense.
El Betis contrató a Altimira por cinco años, hasta 2028. En su fichaje, fue trascendente el nuevo director deportivo bético, Ramón Planes, que en enero de 2023, cuando trabajaba para el Getafe, ya incardinó su contratación por este club. En agosto, antes de la incorporación al equipo verdiblanco, cuando el jugador ya se había comprometido formalmente con los andaluces, el FC Barcelona hizo un intento para fichar al jugador formado en su cantera.
Debutó en la primera división, en el estadio Benito Villamarín el 2 de septiembre de 2023 contra el Rayo Vallecano, con victoria verdiblanca por un gol a cero.

## Estadísticas

### Clubes
Actualizado al último partido disputado el 16 de marzo de 2025.
| Club                          | Div.          | Temporada     | Liga  | Liga  | Copas nacionales | Copas nacionales | Copas internacionales | Copas internacionales | Total | Total |
| Club                          | Div.          | Temporada     | Part. | Goles | Part.            | Goles            | Part.                 | Goles                 | Part. | Goles |
| ----------------------------- | ------------- | ------------- | ----- | ----- | ---------------- | ---------------- | --------------------- | --------------------- | ----- | ----- |
| E. C. Granollers · España     | 3.ª           | 2020-21       | 23    | 0     | 0                | 0                | —                     | —                     | 23    | 0     |
| E. C. Granollers · España     | Total club    | Total club    | 23    | 0     | 0                | 0                | 0                     | 0                     | 23    | 0     |
| C. E. Sabadell F. C. · España | 1.ª F         | 2021-22       | 28    | 0     | 1                | 0                | ―                     | ―                     | 29    | 0     |
| C. E. Sabadell F. C. · España | 1.ª F         | 2022-23       | 33    | 0     | 0                | 0                | —                     | —                     | 33    | 0     |
| C. E. Sabadell F. C. · España | Total club    | Total club    | 61    | 0     | 1                | 0                | 0                     | 0                     | 62    | 0     |
| Real Betis Balompié · España  | 1.ª           | 2023-24       | 14    | 1     | 3                | 0                | —                     | —                     | 17    | 1     |
| Real Betis Balompié · España  | 1.ª           | 2024-25       | 24    | 0     | 4                | 1                | 12                    | 0                     | 40    | 1     |
| Real Betis Balompié · España  | Total club    | Total club    | 38    | 1     | 7                | 1                | 12                    | 0                     | 57    | 2     |
| Total carrera                 | Total carrera | Total carrera | 122   | 1     | 8                | 1                | 12                    | 0                     | 142   | 2     |